# Max Martini
Maximilian Carlo "Max" Martini (Woodstock, Nueva York, 11 de diciembre de 1969) es un actor estadounidense-italiano.

## Biografía
Es hijo de Patricia Ann "Pat" Dunne, sus hermanos son el director y escritor Christopher Martini y Michelle Martini. Su padrastro es el actor y director Stuart Margolin.
En 1997 Max se casó con la actriz Kim Restell, la pareja tiene dos hijos: Leo Martini y Sean Carlo Martini.

## Carrera
En 1997 dio vida a Willie, uno de los científicos del equipo de búsqueda de inteligencia extraterrestre SETI en la película Contact.
En 1998 dio vida al cabo Fred Henderson, un paracaidista en Ramelle en la popular película Saving Private Ryan.
En 1999 dio vida al comandante Waters en la serie Harsh Realm hasta el final de la serie en el 2000.
En el 2000 se unió al elenco de la serie Level 9 donde dio vida a Jack Wiley, un agente de la agencia de inteligencia de defensa y un ex-ranger del ejército, hasta el final de la serie en el 2001.
En el 2003 apareció como invitado en la popular serie 24 donde interpretó al agente Steve Goodrich, el capitán de uno de los equipos de asalto de la CTU.
Ese mismo año apareció como invitado en la serie CSI: Crime Scene Investigation donde interpretó a Jason Kent en el episodio "Play with Fire" y más tarde apareció de nuevo en la serie en el 2011. ahora interpretando a Jarrod Malone en el episodio "The List".
En el 2005 se unió al elenco de la película The Great Raid donde interpretó al primer sargento Sid "Top" Wojo.
En el 2006 se unió al elenco principal de la serie The Unit donde dio vida al soldado Mack "Dirt Diver" Gerhardt, uno de los miembros más antiguos del equipo Alfa y el segundo al mando de Jonas Blane (Dennis Haysbert), hasta el final de la serie en el 2009.
En el 2011 se unió al elenco recurrente de la serie Revenge donde interpretó al investigador privado Frank Stevens, hasta el 2012.
Ese mismo año apareció como invitado en la serie Criminal Minds donde dio vida a Luke Dolan, un SEAL de la Marina. También apareció en la película Colombiana donde interpretó al agente especial Robert Williams.
En el 2013 apareció en la película Captain Phillips donde interpretó al comandante del equipo SEAL, encargado del rescate del capitán Richard Phillips (Tom Hanks).
En el mismo año, apareció en la película Pacific Rim donde interpretó a Hercules Hansen, padre de Chuck Hansen y copiloto de Striker Eureka.
En el 2014 se unió al elenco principal de la serie Crisis donde interpretó a Koz, un mercenario contratado por el exagente de la CIA Francis Gibson (Dermot Mulroney), hasta la cancelación de la serie ese mismo año.
Ese mismo año apareció como invitado en la serie Covert Affairs interpretando a Nathan Mueller, un exagente de la CIA. También apareció en la película Sabotage donde dio vida a Tom "Pyro" Roberts, uno de los miembros de un escuadrón de élite de la DEA.
En el 2015 aparece en la película Fifty Shades of Grey donde da vida a Jason Taylor, el guardaespaldas de Christian Grey (Jamie Dornan). La película está protagonizada por Dornan y Dakota Johnson.

## Filmografía

### Series de televisión
| 2019        | The Purge                      | Ryan                 | Temporada 2                    | 2015 | Zombie Basement | Milo | - |
| 2014        | Crisis                         | Koz                  | 13 episodios                   |      |                 |      |   |
| 2014        | Covert Affairs                 | Nathan Mueller       | episodio "Brink of the Clouds" |      |                 |      |   |
| 2013        | Republic of Doyle              | Charlie Archer       | 2 episodios                    |      |                 |      |   |
| 2013        | Person of Interest             | Rip                  | episodio "Liberty"             |      |                 |      |   |
| 2012        | The Mentalist                  | Fletcher Moss        | episodio "Blood Feud"          |      |                 |      |   |
| 2011 - 2012 | Revenge                        | Frank Stevens        | 7 episodios                    |      |                 |      |   |
| 2011        | Criminal Minds                 | Luke Dolan           | episodio "Dorado Falls"        |      |                 |      |   |
| 2011        | Rizzoli & Isles                | Dan Mateo            | episodio "Brown Eyed Girl"     |      |                 |      |   |
| 2011        | Flashpoint                     | Bill Greeley         | episodio "Good Cop"            |      |                 |      |   |
| 2011        | Castle                         | Hal Lockwood         | 2 episodios                    |      |                 |      |   |
| 2011        | CSI: Crime Scene Investigation | Jarrod Malone        | episodio "The List"            |      |                 |      |   |
| 2010        | Hawaii Five-0                  | Nick Taylor          | episodio "Po'ipu"              |      |                 |      |   |
| 2010        | White Collar                   | John Deckard         | episodio "Prisoner's Dilemma"  |      |                 |      |   |
| 2010        | Lie to Me                      | Dr. Dave Burns       | 3 episodios                    |      |                 |      |   |
| 2010        | Dark Blue                      | Tim Rowe             | episodio "High Rollers"        |      |                 |      |   |
| 2006 - 2009 | The Unit                       | Mack Gerhardt        | 69 episodios                   |      |                 |      |   |
| 2008        | Burn Notice                    | Gerard               | episodio "Rough Seas"          |      |                 |      |   |
| 2005        | Numb3rs                        | Agente Cooper        | episodio "Man Hunt"            |      |                 |      |   |
| 2003, 2005  | CSI: Miami                     | Bob Keaton           | 3 episodios                    |      |                 |      |   |
| 2004        | Without a Trace                | Nathan Grady / Henry | episodio "Thou Shalt Not..."   |      |                 |      |   |
| 2003        | Line of Fire                   | Jack McCall          | episodio "Boom, Swagger, Boom" |      |                 |      |   |
| 2003        | The Division                   | Ryan Hollenbeck      | episodio "Cradle Will Rock"    |      |                 |      |   |
| 2003        | 24                             | Steve Goodrich       | 3 episodios                    |      |                 |      |   |
| 2002        | Taken                          | Coronel Breck        | 2 episodios - miniserie        |      |                 |      |   |
| 2002        | Breaking News                  | Nate Natleson        | 4 episodios                    |      |                 |      |   |
| 1998 - 2002 | Da Vinci's Inquest             | Danny Leary          | 13 episodios                   |      |                 |      |   |
| 2001        | Mysterious Ways                | Sean Kasper          | episodio "Wonderful"           |      |                 |      |   |
| 2000 - 2001 | Level 9                        | Jack Wiley           | 11 episodios                   |      |                 |      |   |
| 2000        | The Outer Limits               | Curtis Sandoval      | episodio "Abaddon"             |      |                 |      |   |
| 1999 - 2000 | Harsh Realm                    | Waters               | 5 episodios                    |      |                 |      |   |
| 2000        | Profiler                       | Todd Baxter          | episodio "Clean Sweep"         |      |                 |      |   |
| 2000        | The Pretender                  | Todd Baxter          | episodio "Spin Doctor"         |      |                 |      |   |
| 1999        | These Arms of Mine             | Randy                | -                              |      |                 |      |   |
| 1999        | The Hunger                     | Grant                | episodio "Brass"               |      |                 |      |   |
| 1997        | Nash Bridges                   | Larry Fortina        | episodio "Rampage"             |      |                 |      |   |
| 1996        | Walker, Texas Ranger           | -                    | episodio "A Silent Cry"        |      |                 |      |   |
| 1996        | High Incident                  | Keith Springer       | episodio "Hello/Goodbye"       |      |                 |      |   |
| 1989        | Neon Rider                     | Dana Grady           | episodio "Dude"                |      |                 |      |   |
| 1986        | Disneylandia                   | Estudiante           | episodio "Hero in the Family"  |      |                 |      |   |
| 1981        | Bret Maverick                  | Joven                | 2 episodios                    |      |                 |      |   |

### Películas
| Año  | Título                                     | Personaje           | Notas |
| ---- | ------------------------------------------ | ------------------- | --- |
| TBA  | Eli                                        | Paul                | junto a Charlie Shotwell, Lili Taylor, Sadie Sink y Kelly Reilly                                                   |
| 2017 | Fifty Shades Darker                        | Jason Taylor        | junto a Jamie Dornan, Dakota Johnson, Jennifer Ehle, Eloise Mumford & Luke Grimes                                  |
| 2016 | Spectral                                   | Capt. Sessions      | |
| 2016 | 13 Horas: Los soldados secretos de Bengasi | Oz                  | junto a John Krasinski, Pablo Schreiber, James Badge Dale & Toby Stephens                                          |
| 2015 | Fifty Shades of Grey                       | Jason Taylor        | junto a Jamie Dornan, Dakota Johnson, Jennifer Ehle, Eloise Mumford & Luke Grimes                                  |
| 2014 | Sabotage                                   | Tom "Pyro" Roberts  | junto a Arnold Schwarzenegger, Sam Worthington, Joe Manganiello, Josh Holloway, Terrence Howard & Kevin Vance      |
| 2013 | Captain Phillips                           | Comandante SEAL     | junto a Tom Hanks, Catherine Keener, Barkhad Abdi, Barkhad Abdirahman, Faysal Ahmed & Mahat M. Ali                 |
| 2013 | Pacific Rim                                | Herc Hansen         | junto a Charlie Hunnam, Idris Elba, Robert Kazinsky, Diego Klattenhoff, Clifton Collins, Charlie Day & Burn Gorman |
| 2011 | Colombiana                                 | Robert Williams     | junto a Zoe Saldaña, Michael Vartan, Cliff Curtis, Lennie James, Callum Blue, Jordi Mollà & Graham McTavish        |
| 2009 | Amor Prohibido                             | Roberto             | junto a Nina Dobrev, Ian Somerhalder, Paul Wesley, Claire Holt, Katerina Graham & Mimi Rogers                      |
| 2005 | The Great Raid                             | Sgt. Sid "Top" Wojo | junto a Benjamin Bratt, James Franco, Robert Mammone, James Carpinello & Mark Consuelos                            |
| 1998 | Saving Private Ryan                        | Fred Henderson      | junto a Tom Hanks, Tom Sizemore, Edward Burns, Barry Pepper, Vin Diesel, Giovanni Ribisi & Matt Damon              |
| 1997 | Contact                                    | Willie              | junto a Jena Malone, David Morse, Jodie Foster, Geoffrey Blake, William Fichtner & Matthew McConaughey             |
| 1995 | Pictures of Baby Jane Doe                  | Charlie             | junto a Calista Flockhart, Christopher Peditto, Joseph Ragno & Vincent Pastore                                     |
| 1991 | Vendetta: Secrets of a Mafia Bride         | Taylor Carr         | junto a Carol Alt, Eric Roberts, Burt Young, Serena Grandi, Eli Wallach, Nick Mancuso & Thomas Calabro             |
| 1990 | Repossessed                                | Surfista            | junto a Linda Blair, Ned Beatty, Leslie Nielsen, Anthony Starke & Benj Thall                                       |